# Абутайловы
Абутайловы - рязанский боярский род идущий от родоначальников: "мужа честен", татарского мурзы Салахмира, в крещении боярин Иван Мирославович и великой княжны Анастасии Ивановны Рязанской, младшей сестры великого князя Олега Ивановича Рязанского. Названием Абутайловы пользовались потомки родов рязанского боярина Михайло Григорьевича по прозванию Абутайло, упомянутого (1463-1483). Владелец г. Венев, Растовец с селом Мирославщина, Веркошу, а также прилегающих земель.  Русские историки занимающиеся генеалогией родов, данный термин использовали при обозначении рязанских боярских родов Шишкины и Крюковы, а также Константина Дивного не имеющего потомства и идущих от Абутайло.
В Михайловском уезде при реке Суренке к западу от Данковской большой дороги в Моржеском стане по писцовой книге (1628/29) числилось: "За стольником за Петром Никитиным сыном Измайлова старае его вотчина, что преже была за его братьями, село Зикеево, что прежде была деревня Зикеевка, Абутова тож на колодезе".

## Родословная роспись Абутайловых
"У Ивана Солохмира сын Григорей у Григорья Ивановича Солохмирова дети Михайло прозвище Обумайло был у великого князя боярин вотчина ево была Венева да Растовец да веркош у Михайло сын Григорей Шишка у Григория шишки сын Тимофей Крюк от него повелись Крюковы...".
"....а у Обусмала (Обумайло) сын Григорей Шышка, а был у великого князя боярин, и жил в вотчине своей в Веневе до смерти своей и лёг в Веневе с женою своею. А у Григорея сын Большой Тимофей Крюк, был у великого князя конюший и был за ним Ростиславль в путь и на бою его ранили татарове и он постригся, да от тех ран и умер и лёг в Ростиславле...."